# Hafiz Ibrahim Dalliu
Hafiz Ibrahim Dalliu, född 1878, död 1952, var en albansk författare.
Hafiz Ibrahim Dalliu föddes i Tirana. Han studerade teologi i Turkiet och vid sin hemkomst 1901 blev han lärare vid Tiranas första skola. Han blev medlem i organisationen Bashkimi som kämpade för självstyre. På grund av detta fängslade osmanerna honom ett flertal gånger. Han stödde senare Wilhelm av Wied (furste av Albanien). Vid kommunisternas maktövertagande 1944 fängslades han. Under fängelsetiden skrev han nationalistiska och religiösa skrifter.